# Priegue (Nigrán)
Priegue (llamada oficialmente San Mamede de Priegue) es una parroquia perteneciente al municipio pontevedrés de Nigrán, en Galicia (España).

## Localidades
La parroquia está compuesta por las siguientes localidades:
- A Aldeana
- Abetos (Os Abetos)
- Alborés-Grande (Alborés Grande)
- Alborés-Pequeño (Alborés Pequeno)
- A Cova
- A Mámoa
- A Pedriña
- A Raña
- A Regueira
- A Revolta
- As Antonesas
- As Cavadiñas
- As Chans
- As Forcas
- As Medoñas
- As Pedrosas
- As Rexas
- Navás (Nabás)
- O Canizo do Mallado
- O Estripeiral
- O Outeiro de Abaixo
- O Outeiro de Arriba
- Os Cruceiros
- Os Eidos
- Prado
- Regueiriños
- Rouxo
- Sanromán

## Demografía
A 1 de enero de 2018 la población de la parroquia de Priegue ascendía a 2.160 habitantes, 1.027 hombres y 1.133 mujeres.

### Población por núcleos de población
| Núcleos de población | Habitantes (2018) | Varones | Mujeres |
| -------------------- | ----------------- | ------- | ------- |
| Abetos               | 100               | 44      | 56      |
| Alborés-Grande       | 241               | 115     | 126     |
| Alborés-Pequeño      | 130               | 71      | 59      |
| A Cova               | 27                | 11      | 16      |
| As Chans             | 121               | 49      | 72      |
| A Mámoa              | 89                | 37      | 52      |
| As Medoñas           | 180               | 76      | 104     |
| Navás                | 150               | 78      | 72      |
| As Pedrosas          | 99                | 47      | 52      |
| Prado                | 212               | 107     | 105     |
| A Raña               | 138               | 66      | 72      |
| A Regueira           | 157               | 80      | 77      |
| As Rexas             | 111               | 51      | 60      |
| Rouxo                | 197               | 96      | 101     |
| Sanromán             | 208               | 99      | 109     |

## Transportes
La parroquia cuenta con una situación inmejorable, por la que discurren las carreteras que conectan Vigo con Nigrán. Esto posibilita que todas las líneas de autobuses entre estos municipios tengan paradas en Priegue.
| Autobuses interurbanos operados por ATSA con parada en Priegue | Autobuses interurbanos operados por ATSA con parada en Priegue                                            |
| -------------------------------------------------------------- | --- |
| 1A                                                             | Bayona - La Ramallosa - Nigrán - Vigo                                                                     |
| 1B                                                             | Bayona - La Ramallosa - Panjón - Vigo                                                                     |
| 1C                                                             | Bayona - Belesar - La Ramallosa - Nigrán - Vigo                                                           |
| 1D                                                             | Bayona - La Ramallosa - Camos - Nigrán - Vigo                                                             |
| 1E                                                             | La Guardia - Oya - Bayona - La Ramallosa - Nigrán - Vigo                                                  |
| 1F                                                             | Baredo - Bayona - La Ramallosa - Nigrán - Vigo                                                            |
| 1G                                                             | Vigo - Playa de Patos - Panjón - La Ramallosa - Bayona [solo pasa por Praia de Patos en dirección Bayona] |
| 2A                                                             | Gondomar - La Ramallosa - Panjón - Vigo                                                                   |
| 2B                                                             | Gondomar - La Ramallosa - Nigrán - Vigo                                                                   |
| 2C                                                             | Gondomar - La Ramallosa - Panjón - Playa de Patos - Vigo [solo pasa por Playa de Patos en dirección Vigo] |
| N]                                                             | Bayona - La Ramallosa - Nigrán - Vigo [NoiteBus, solo horario nocturno]                                   |